# Saint-Privat (Ardèche)
Saint-Privat is een gemeente in het Franse departement Ardèche (regio Auvergne-Rhône-Alpes). De plaats maakt deel uit van het arrondissement Largentière. 1 januari 2022 1.664 inwoners.

## Geografie
De oppervlakte van Saint-Privat bedroeg op 1 januari 2022 6,13 vierkante kilometer; de bevolkingsdichtheid was toen 271,5 inwoners per km².
De onderstaande kaart toont de ligging van Saint-Privat met de belangrijkste infrastructuur en aangrenzende gemeenten.

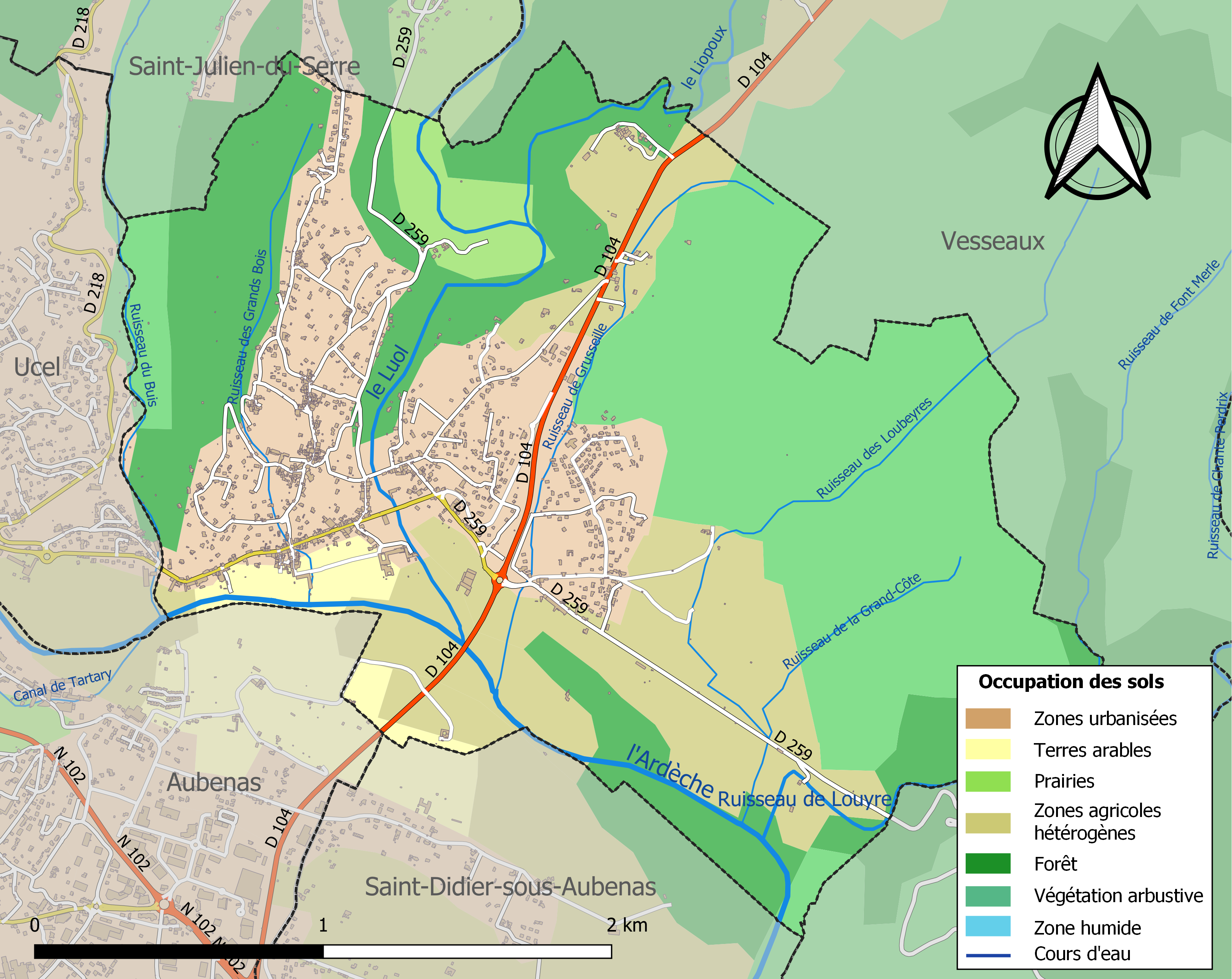

## Demografie
Onderstaande figuur toont het verloop van het inwonertal (bron: INSEE-tellingen).

Vanwege een beveiligingsprobleem met de MediaWiki Graph-software is het momenteel niet mogelijk deze grafiek weer te geven. Zodra de software is bijgewerkt zal de grafiek vanzelf weer zichtbaar worden.